# Bradyrhizobium japonicum
Bradyrhizobium japonicum ist eine Bakterienart aus der Ordnung der Rhizobiales. Als Stickstoff-fixierender Symbiont der Sojabohne (Glycine max) gehört es zu den wirtschaftlich bedeutendsten Bakterien.

## Merkmale
Bradyrhizobium japonicum ist ein stäbchenförmiges, gramnegatives Bakterium. Wie andere Arten der Gattung Bradyrhizobium wächst die Art in Kultur nur langsam und produziert alkalisches Medium ohne Serumzone in Litmus-Milch. Die Art wird aufgrund von Serumuntersuchungen und DNA-Sequenz von anderen Arten der Gattung unterschieden. Nur diese Art und das nah verwandte Bradyrhizobium elkani kommen als Symbionten der Sojabohne vor. Die systematische Stellung sowie die Trennung der beiden Arten sind nicht abschließend geklärt. Seit 2002 liegt eine Sequenz des Genoms von B. japonicum vor. Die Genomgröße liegt bei 9,1 Millionen Basenpaaren, der GC-Gehalt liegt bei 64,1 Prozent.

## Symbiose
Bradyrhizobium japonicum lebt als Symbiont in Wurzelknöllchen der Sojabohne. Als bakterielles Signal zur Knöllchenbildung dient Lipochitin, das erst nach Kontakt mit pflanzlichen Flavonoiden gebildet wird. Die Bakterien werden endocytiert und leben als Bacteroide in einem speziellen Organell, dem Symbiosom. Dort fixieren sie Stickstoff zu Ammonium für die Pflanze und erhalten im Gegenzug Nährstoffe.
Im Wurzelknöllchen werden die Bacteroide durch Leghämoglobin mit Sauerstoff für die energieaufwändige Stickstofffixierung versorgt. Durch die Bindung des Sauerstoffs an das Leghämoglobin bleiben auch die sauerstoffempfindlichen Enzyme der Stickstofffixierung geschützt.
Da Bradyrhizobium japonicum  in mitteleuropäischen Böden nicht natürlich vorkommt, werden Saatgut oder Ackerboden, oder beides, vor bzw. bei der Aussaat mit diesen Bakterien "geimpft".